# عبد الرحمن اليامي
عبد الرحمن هاشم اليامي، لاعب كرة قدم سعودي في مركز الهجوم يلعب حالياً في نادي أحد.

## مسيرة اللاعب
لعب في نادي الهلال و نادي الفيحاء ونادي الحزم و نادي الاتحاد و نادي ضمك ونادي الرياض ونادي أحد.

## روابط خارجية
- عبد الرحمن اليامي على موقع قاعدة بيانات كرة القدم.إي يو (الإنجليزية)
- عبد الرحمن اليامي على موقع Soccerway.com (الإنجليزية)